# アンドレ・シュライファー
アンドレ・シュライファー（Andrei Shleifer、1961年2月20日 - ）は、モスクワ生まれでロシア系アメリカ人の経済学者である。
ハーバード大学教授であり、専門は行動ファイナンス、法律原因理論（法律とファイナンス理論）、コーポレート・ガバナンス（企業統治）、制度経済学、転換期の経済学（特にロシア）である。（わが国では、アンドレイ・シュレイファーと呼ぶ人も多い。）

## 略歴
- 1961年　ソビエト連邦のモスクワで生まれる。
- 1976年　ニューヨーク州ロチェスターに移住し、市内の学校に入る（TVドラマ「チャーリーズ・エンジェルス」の物語や場面から英語を学んだと言われている）。
- 1982年　ハーバード大学を卒業する（A.B.、数学）。
- 1986年　マサチューセッツ工科大学（MIT）からPh.D.を得る（博士論文'The Business Cycle and the Stock Market'）。
- 1986年～1987年　プリンストン大学で経済学の助教授となる。
- 1987年～1989年　シカゴ大学グラジュエート・スクール・オブ・ビジネスの助教授となる。
- 1989年～1990年　シカゴ大学グラジュエート・スクール・オブ・ビジネスのファイナンスおよび経営経済学の教授となる。
- 1991年～1997年　ロシア政府のアドバイザーになる。
- 1992年～2002年　ハーバード大学の経済学教授となる。
- 1993年　計量経済学会のフェローとなる。
- 1994年～2003年　LSV Asset Managementの社長となる。
- 1999年　アメリカ経済学会からジョン・ベイツ・クラーク賞を得る。
- 2000年　アメリカ芸術科学アカデミーのフェローとなる。
- 2002年～現在　ハーバード大学の教授（the Whipple V. N. Jones Professor of Economics）となる。
- 2004年　ヨーロッパ経済学会のフェローとなる。
- 2012年　アメリカン・ファイナンス学会のフェローとなる。

## 業績
- シュライファーの業績は金融経済学にもっとも中心があるが、行動ファイナンスの分野に論文を書いている。
- 最近の彼の研究は法律原因理論（法律とファイナンス理論）に焦点を絞っているが、法的伝統は国の発展やほとんどすべてのファイナンシャル発展に対して重要な決定要因であると主張している。
- また、コーポレート・ガバナンスについて、共著者と共に詳細に書いている。
- 転換期の経済学についても、'Privatizing Russia'、'Without a Map'、'A Normal Country'を書いている。

## ロシアに対する活動
- 1991年にアンドレ・シュライファーは、ロシア副首相であるアナトリー・チュバイスのアドバイザーと、ロシア民営化の専門家の一人となった。ほぼ同時に、ハーバード大学のハーバード国際開発研究所（HIID）は、米国国際開発局（USAID）と契約した。
- 1992年から1997年の期間、米国国際開発局の予算3億ドルから、シュライファーのもとハーバード国際開発研究所は、直接、4000万ドル受け取った。追加の金額は、ニューヨーク州にある広告会社Burson-Marsteller社と６大会計企業に渡された。
- また、シュライファーは、世界的な株式市場をもつロシア証券取引所を設立しようとした。しかし、その努力は汚職と自己取引の責任で苦境に落ちた。
- シュライファーとハーバード大学当局らは、米国国際開発局の資金援助を受けたハーバード国際開発研究所を利用してロシアに投資していたとして、米国政府に告発された。不法請求法（the False Claims Act）のもと、政府はハーバード、シュライファー、シュライファーの妻ナンシー・ツィンマーマン、シュライファーのアシスタントであるジョナサン・ヘイ、およびヘイの女友達（現在の妻）であるエリザベス・ハバートを告訴した。というのは、もしかするとUSAIDとハーバードの契約が法律に違反して、これらの人々がロシア株や短期国債（GKO）を買ったからである。
- 2005年8月、ハーバード大学、シュライファー、および司法当局は5年の訴訟を解決するために、大学は2650万ドルを支払い、シュライファーは承認しないものの200万ドルを支払った。彼の妻によって保有されていた会社は150万ドルを払った。

## 著作

### 単著
- Inefficient Market, (Clarendon Lectures), Oxford University Press, 2000

兼広崇明訳『金融バブルの経済学』（東洋経済新報社, 2001年）
- A Normal Country: Russia after Communism, Harvard University Press, 2005
- The Failure of Jadges and the Rise of Regulators, MIT Press, 2012

### 共著
- Privatizing Russia, (with M. Boycko and R. Vishny), MIT Press, 1995
- The Grabbing Hand, (with R. Vishny), Harvard University Press, 1998
- Without a Map: Political Tactics and Economic Reform in Russia, (with D. Treisman), MIT Press, 2000
- A Crisis of Beliefs: Investor Psychology and Financial Fragility, (with N. Gennaioli), Princeton University Press, 2018

貫井佳子訳『金融危機の行動経済学――投資家心理と金融の脆弱性』（日本経済新聞出版, 2021年）